# Роздільний пункт
Розді́льний пункт — пункт, що поділяє залізничну лінію на перегони чи блокпости.
До роздільних пунктів належать:
- залізничні станції;
- колійні пости, в тому числі блокпости);
- роз'їзди;
- обгінні пункти.

## Призначення
Роздільні пункти, найпростішими з яких є роз'їзди та обгонні пункти, призначені для схрещення, обгону поїздів, забезпечують їх безпеку руху та збільшують пропускну спроможність дільниць залізниці. На станціях також здійснюються операції з прийому, відправлення, формування та розформування поїздів (сортувальні та дільничні станції), здійснюється прийом/видача вантажів, обслуговування пасажирів, ремонт та обслуговування рухомого складу.